# Princess Tower
Princess Tower — житловий хмарочос, який будується в місті Дубай, ОАЕ. Висота 101-поверхового хмарочосу складе 414 метрів. Будівництво було розпочато в 2005 і завершено в 2012 році. 
Протягом 2012-2015 рр. цей хмарочос був найвищим серед житлових хмарочосів у світі, після чого його перевершив 432 Парк-авеню у Нью-Йорку.